# Соляризация
Соляриза́ция (от лат. Solaris — солнечный, sol — солнце; через французское слово solarisation) — явление желатиносеребряного фотопроцесса, при котором слишком большая экспозиция приводит не к увеличению, а к снижению получаемой в результате проявления оптической плотности. В итоге переэкспонированные участки оказываются на негативе менее плотными, чем окружающие, получившие нормальную экспозицию. На позитиве в этих местах происходит эффект «обращения», когда солнце выглядит, как тёмный диск на светлом небосводе.

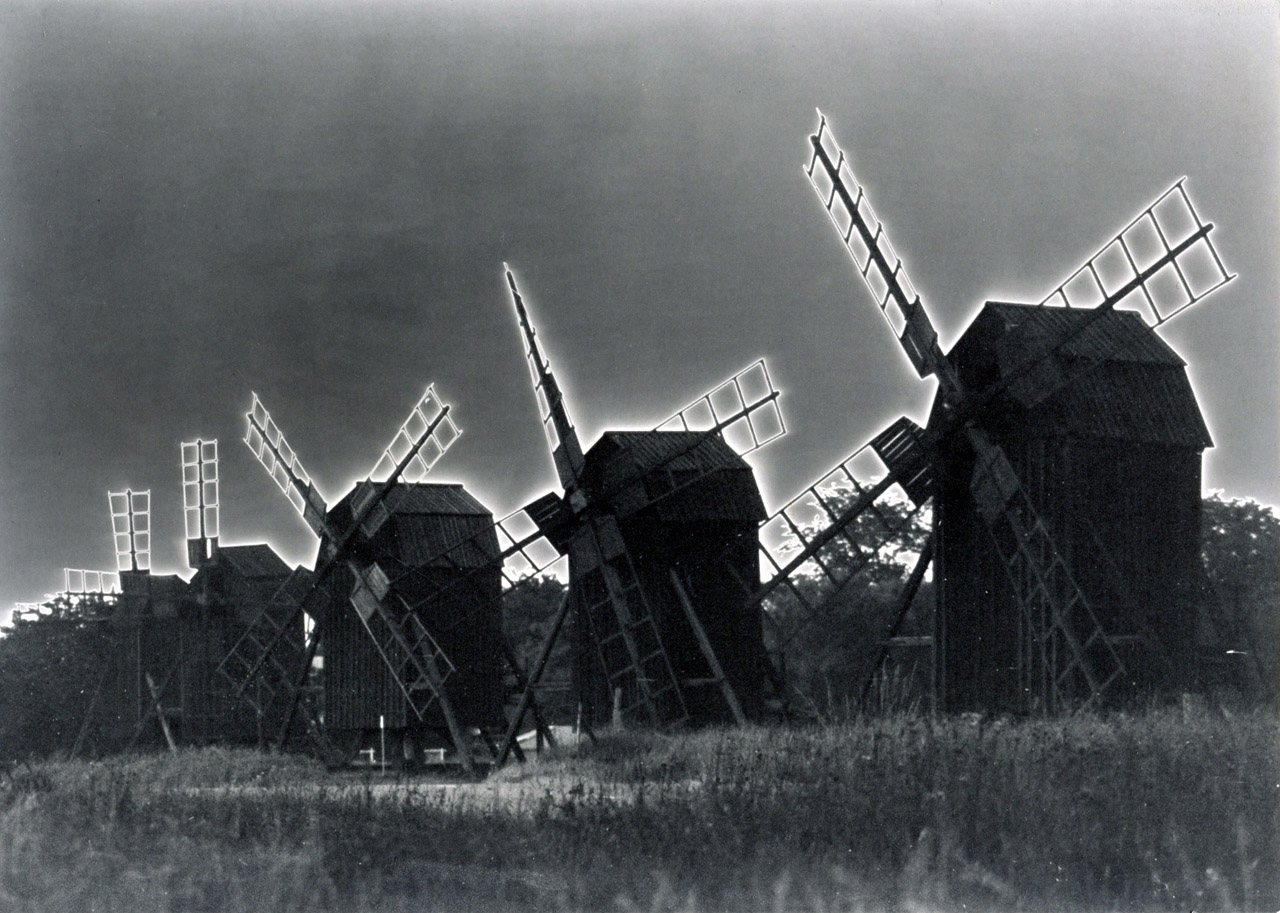
Снимок с эффектом псевдосоляризации

Псевдосоляризация, Эффе́кт Сабатье́ — разновидность фотографики, дающая похожий изобразительный эффект, но получаемая засветкой частично проявленной эмульсии. При дальнейшем проявлении неэкспонированные до засветки участки эмульсии становятся чёрными, а вокруг уже проявленных образуется светлый контур (линии Макки) за счёт боковой диффузии продуктов окисления проявителя.

## Причины явления
Если экспозиция фотоматериала чрезмерна и выходит за пределы линейного участка характеристической кривой, после проявления оптическая плотность изображения становится обратно пропорциональной количеству падавшего на фотоэмульсию света. При этом на участках, где происходит подобный «пересвет», оптическая плотность тем меньше, чем больше экспозиция. Причиной соляризации считают окисление центров скрытого изображения нейтральными атомами свободных галогенидов, образующихся при большой экспозиции на микрокристаллах галогенидов серебра в фотоэмульсии. В практической фотографии эффект может проявляться в виде отображения на готовом позитиве ярких источников света тёмно-серым или чёрным пятном.

## Псевдосоляризация

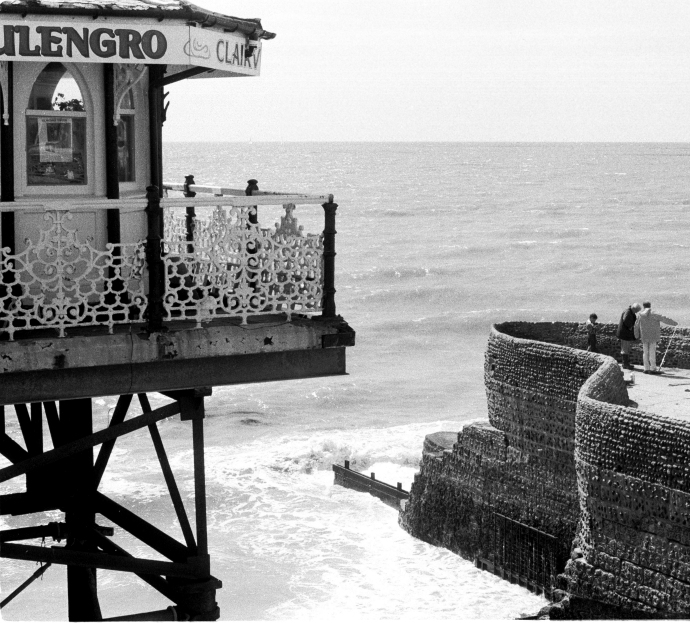
Обычный отпечаток

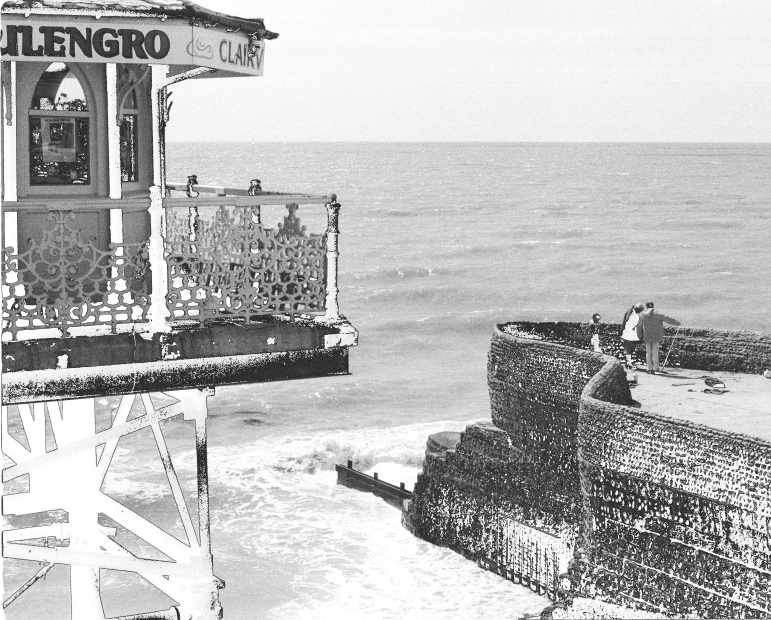
Отпечаток с «соляризованного» контратипа

Характер изображения, получающегося в результате соляризации, можно искусственно создать в фотолаборатории. Такая техника, изобретённая в конце XIX века, получила название псевдосоляризации, или эффекта Сабатье. Первым обнаружил обращение частично проявленного изображения при воздействии света американский фотограф Уильям Джексон в 1857 году. Тем не менее открытие приписывается французскому учёному Арману Сабатье. Принципиальная разница между соляризацией и её искусственным аналогом в обиходе не учитывается, и фотографы слово «псевдосоляризация» практически не используют.
Эффект Сабатье может быть получен путём дополнительной экспозиции фотоматериала актиничным светом после первого проявления. При этом уже проявленное металлическое серебро экранирует от засветки лежащие под ним слои светочувствительного галогенида. Во время второго проявления, следующего после засветки, оптическая плотность повышается только на участках, оставшихся непроявленными при первом проявлении, образуя комбинированное изображение со светлым контуром в области средних полутонов. Это объясняется так называемым «пограничным эффектом», вызванным десенсибилизацией соответствующих участков фотоэмульсии диффундировавшими в них продуктами окисления первого проявителя из соседних сильно экспонированных областей. В случае, если экспозиция засветки превышает первоначальную, изображение может получиться обращённым, а равная экспозиция даёт одинаковую плотность в светах и тенях. 
Степень выраженности эффекта зависит от времени второго проявления: при слишком большой его длительности изображение исчезает, а эмульсия становится равномерно чёрной без каких-либо контуров. Из-за непредсказуемости процесса, в большинстве случаев производят засветку не исходного негатива, а контратипа, отпечатанного на фототехнической плёнке. При этом изображение представляет собой так называемые «линии Макки», то есть контур, огибающий наиболее контрастные детали сюжета, сочетающийся с полутоновыми фрагментами снимка. В зависимости от использования негатива или позитива контур может быть белым на чёрном фоне или наоборот. Для получения линий Макки выпускалась специальная двухслойная плёнка «Агфаконтур» (англ. Agfa Contour Film), одна из эмульсий которой давала позитивное изображение, а другая — негативное. При этом контурное изображение получалось сразу же после первого проявления, не требуя засветки и повторной проявки. 
Эффект Сабатье использовался многими фотохудожниками: он был излюбленным приёмом Эдварда Уэстона и Ман Рэя.
 Псевдосоляризация также осуществима в лабораторных условиях при изготовлении промежуточного контратипа на киноплёнке. Эффект нашёл применение в художественных фильмах: например, в киносказке Павла Арсенова «Король-олень» — в эпизоде обмена героев телами. Похожий приём реализован на цветной киноплёнке в картинах «Тени забытых предков» и «Вечер накануне Ивана Купалы». Примером удачного использования также служат кинофильмы «Круг», «Маяковский смеётся», «Сыщик».
В современной цифровой фотографии эффект псевдосоляризации легко имитируется в графических редакторах искажением формы кривых полутонов как в монохромном изображении, так и в цветном.